# Thelypteris arrecta
Thelypteris arrecta är en kärrbräkenväxtart som beskrevs av Alan Reid Smith. Thelypteris arrecta ingår i släktet Thelypteris och familjen Thelypteridaceae. Inga underarter finns listade.